# Jonas Aguenier

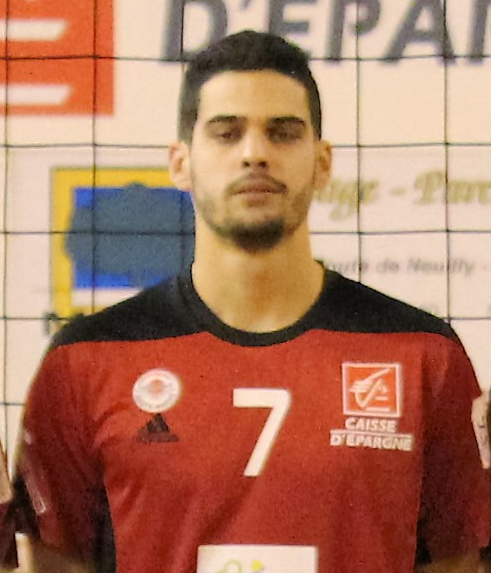
Jonas Aguenier zawodnikiem Chaumont VB 52 w sezonie 2016/2017

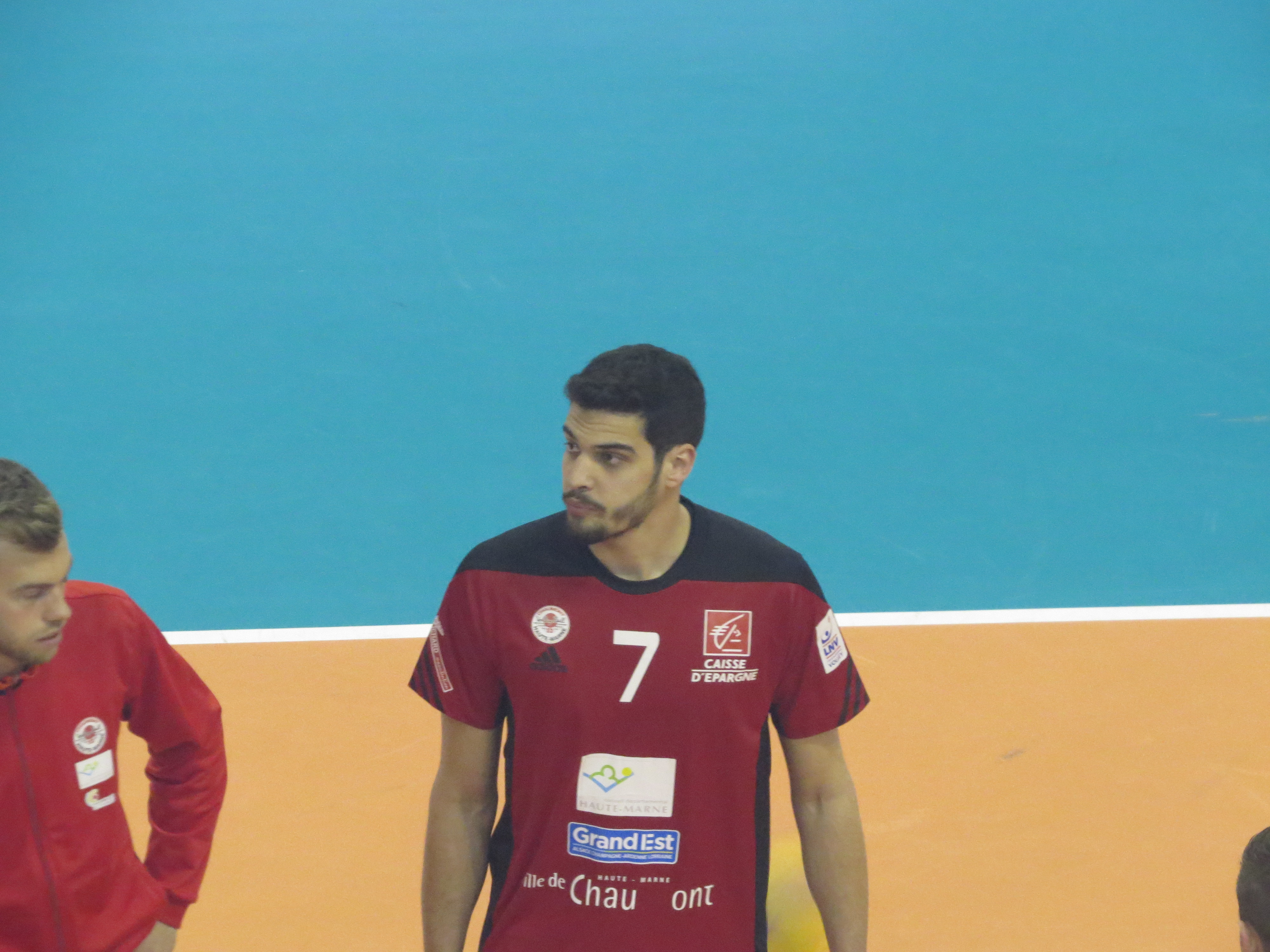
Jonas Aguenier zawodnikiem Chaumont VB 52 w sezonie 2016/2017

Jonas Bastien Baptiste Aguenier (ur. 28 kwietnia 1992 w Orleanie) – francuski siatkarz, grający na pozycji środkowego. 

## Kariera klubowa
| Kariera juniorska | Kariera juniorska      | Kariera juniorska | Kariera juniorska | Kariera juniorska | Kariera juniorska | Kariera juniorska | Kariera juniorska | Kariera juniorska | Kariera juniorska | Kariera juniorska |
| ----------------- | ---------------------- | ----------------- | ----------------- | ----------------- | ----------------- | ----------------- | ----------------- | ----------------- | ----------------- | ----------------- |
| Lata              | Klub                   |                   |                   |                   |                   |                   |                   |                   |                   |                   |
| 2009–2011         | CNVB                   |                   |                   |                   |                   |                   |                   |                   |                   |                   |
| Kariera seniorska |                        |                   |                   |                   |                   |                   |                   |                   |                   |                   |
| 2011–2014         | Nantes Rezé MV         |                   |                   |                   |                   |                   |                   |                   |                   |                   |
| 2014–2016         | AS Cannes VB           |                   |                   |                   |                   |                   |                   |                   |                   |                   |
| 2016–2018         | Chaumont VB 52         |                   |                   |                   |                   |                   |                   |                   |                   |                   |
| 2018–2019         | Monini Marconi Spoleto |                   |                   |                   |                   |                   |                   |                   |                   |                   |
| 2019–2022         | Calzedonia Werona      |                   |                   |                   |                   |                   |                   |                   |                   |                   |
| 2022–2024         | Pool Libertas Cantù    |                   |                   |                   |                   |                   |                   |                   |                   |                   |
| 2024–             | Sporting CP            |                   |                   |                   |                   |                   |                   |                   |                   |                   |

## Sukcesy klubowe
Mistrzostwo Francji:
- 2017[2]
- 2018
- 2015

Puchar Challenge:
- 2017

Superpuchar Francji:
- 2017

Superpuchar Portugalii:
- 2024[3]

Mistrzostwo Portugalii:
- 2025[4]

## Sukcesy reprezentacyjne
Igrzyska Śródziemnomorskie:
- 2013

Liga Światowa:
- 2015

Mistrzostwa Europy:
- 2015

Liga Narodów:
- 2018